# Agrypon flavifrontatum
Agrypon flavifrontatum är en stekelart som först beskrevs av Dalla Torre 1901.  Agrypon flavifrontatum ingår i släktet Agrypon och familjen brokparasitsteklar. Inga underarter finns listade i Catalogue of Life.